# کومسومول (شهرستان بوزدیاکسکی، باشقیرستان)
کومسومول (انگلیسی: Komsomol, Buzdyaksky District, Republic of Bashkortostan) یک شهرک در شهرستان بوزدیاکسکی باشقیرستان کشور روسیه است.